# Tengiz Menteszaszwili
Tengiz Nikołajewicz Menteszaszwili (ros. Тенгиз Николаевич Ментешашвили, ur. 26 marca 1928 w Tyflisie, zm. 25 kwietnia 2016) – radziecki działacz partyjny narodowości gruzińskiej.

## Życiorys
W 1950 ukończył Gruziński Instytut Politechniczny, od sierpnia 1950 był inżynierem, a od grudnia 1950 inżynierem konstruktorem Zakaukaskiego Zakładu Metalurgicznego, od marca 1952 do czerwca 1953 pełnił funkcję II sekretarza Komitetu Miejskiego Komsomołu w Rustawi. Od 1952 w KPZR, od czerwca 1953 do maja 1956 instruktor, a od maja 1956 do stycznia 1958 zastępca kierownika wydziału KC Komsomołu Gruzji, od stycznia do kwietnia 1958 sekretarz, a od kwietnia 1958 do marca 1961 II sekretarz KC Komsomołu Gruzji. Od marca 1961 do kwietnia 1963 zastępca kierownika Wydziału Przemysłu i Transportu KC Komunistycznej Partii Gruzji, od kwietnia 1963 do marca 1966 I sekretarz Komitetu Miejskiego KPG w Rustawi, od marca 1966 do stycznia 1968 zastępca kierownika Wydziału Przemysłu Lekkiego i Spożywczego KC KPG, od stycznia 1968 do lipca 1972 zastępca kierownika Wydziału Pracy Organizacyjno-Partyjnej KC KPG. Od lutego 1974 II sekretarz, a od stycznia 1976 do listopada 1982 I sekretarz Komitetu Miejskiego KPG w Tbilisi, od listopada 1982 do maja 1989 sekretarz Prezydium Rady Najwyższej ZSRR, od maja 1989 do grudnia 1991 członek Rady Najwyższej ZSRR, od stycznia 1992 na emeryturze. Deputowany do Rady Najwyższej ZSRR od 9 do 11 kadencji, deputowany ludowy ZSRR. Od 6 marca 1986 do 2 lipca 1990 zastępca członka KC KPZR.

## Odznaczenia
- Order Rewolucji Październikowej
- Order Czerwonego Sztandaru Pracy
- Order „Znak Honoru”